# Кобаясі Ю
Кобаясі Ю (яп. 小林 悠, нар. 23 вересня 1987, Аоморі) — японський футболіст.

## Виступи за збірну
2014 року дебютував в офіційних матчах у складі національної збірної Японії. Відтоді провів у формі головної команди країни 2 матчі.

## Статистика виступів
| Збірна Японії | Збірна Японії | Збірна Японії |
| Роки          | Ігри          | голи          |
| ------------- | ------------- | ------------- |
| 2014          | 2             | 0             |
| Усього        | 2             | 0             |

## Титули і досягнення
- Чемпіон Японії: 2017, 2018, 2020, 2021
- Володар Кубка Імператора Японії: 2020, 2023
- Володар Кубка Джей-ліги: 2019
- Володар Суперкубка Японії: 2019, 2021